# Turner (Michigan)
Turner – wieś w Stanach Zjednoczonych, w stanie Michigan, w hrabstwie Arenac.